# Micrutalis lata
Micrutalis lata är en insektsart som beskrevs av Goding. Micrutalis lata ingår i släktet Micrutalis och familjen hornstritar. Inga underarter finns listade i Catalogue of Life.